# Amarynthis meneria
Amarynthis meneria är en fjärilsart som beskrevs av Pieter Cramer 1776. Amarynthis meneria ingår i släktet Amarynthis och familjen Riodinidae. Inga underarter finns listade i Catalogue of Life.

## Bildgalleri

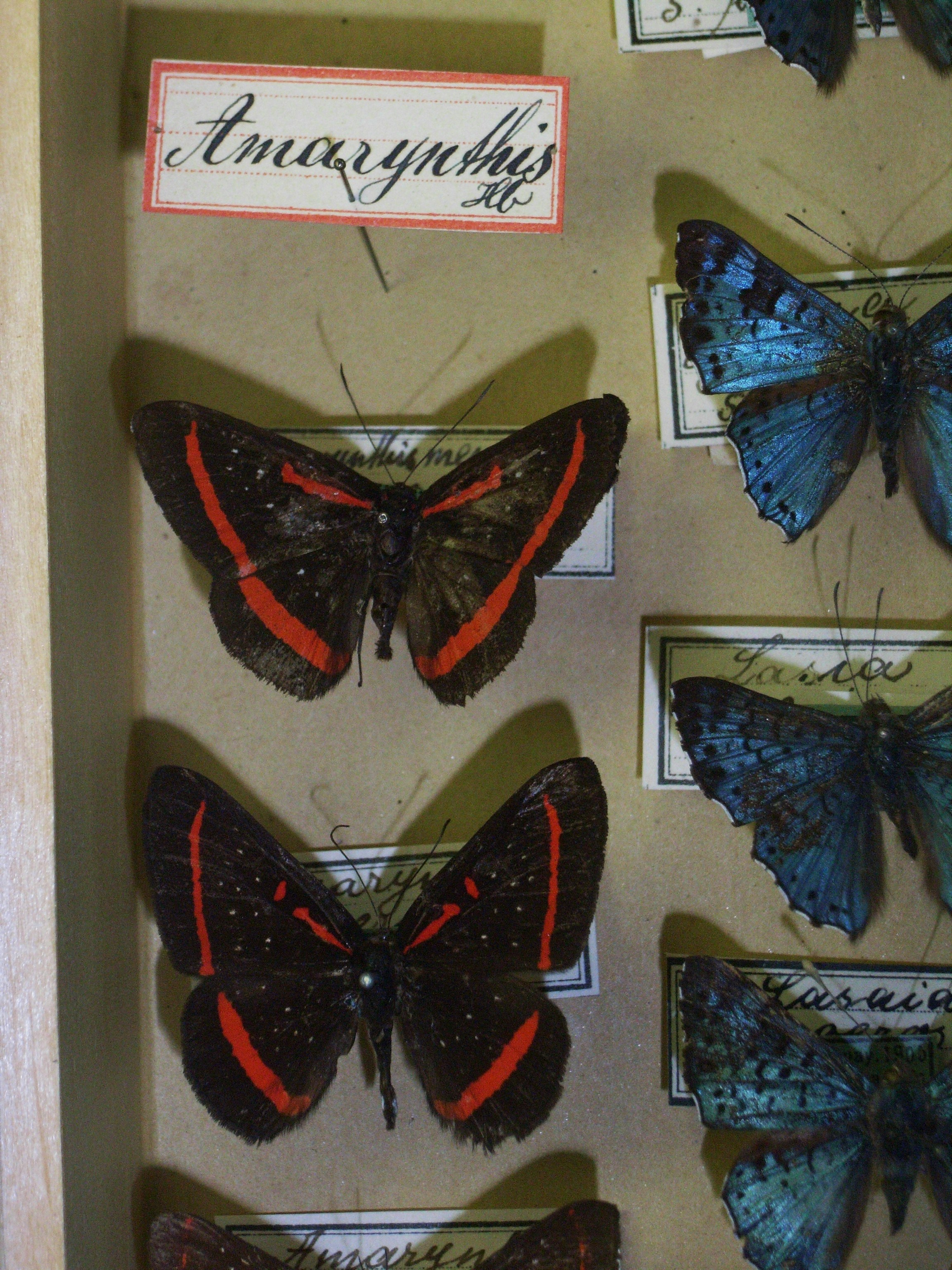
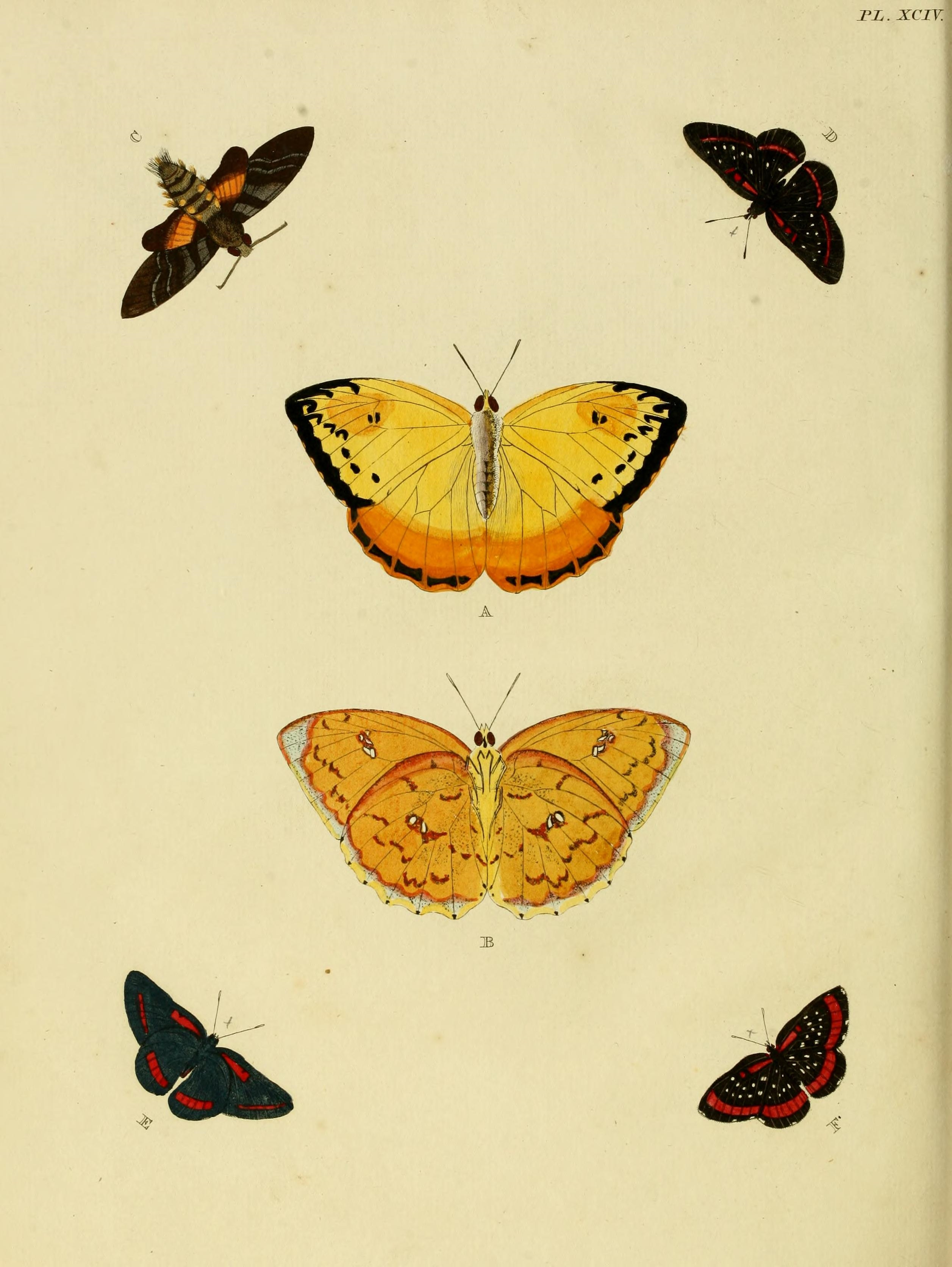